# Alejandro García Fontcuberta
Alejandro García Fontcuberta, O.P. (Calaceite (Teruel), 10 de agosto de 1869 - Hai Phòng (Vietnam), 14 de febrero de 1933), misionero y obispo; vicario de Hai Phòng.

## Biografía
Nació en Calaceite (Teruel), entonces diócesis de Tortosa (Tarragona) el 10 de agosto de 1869. Curso sus estudios eclesiásticos en el seminario de Tortosa, siendo ordenado sacerdote el 20 de mayo de 1894, con 24 años. Ingresó ese mismo año en el noviciado de Ocaña (Toledo), de la Orden de Predicadores, provincia del Santísimo Rosario para misiones en Asia.
Hecha su profesión religiosa, fue destinado al Vicariato de Tonkin Oriental (actual Vietnam) llegando en agosto de 1899. Permaneció 27 años hasta que fue nombrado provincial de los dominicos de la provincia del Santísimo Rosario en Manila (Filipinas) en 1926.
Nombrado vicario apostólico de Hai Phòng (Tonkin Oriental, Vietnam), entonces protectorado francés, el 31 de mayo de 1930,con 60 años, posteriormente es nombrado obispo el 3 de julio de mismo año, (obispo titular de Anthedon) y consagrado el 2 de noviembre.
Murió el 14 de febrero de 1933 en Hai Phòng (Vietnam) a los 63 años.